# Grid (Brassó megye)
Grid falu Romániában, Brassó megyében. A Fogarasföld és a Barcaság határán helyezkedik el, közigazgatásilag Páró községhez tartozik.

## Fekvése
Brassó megye középső részén fekszik, Párótól 4 kilométerre délkeletre, Brassótól 35 kilométerre (közúton 50 kilométerre) északnyugatra.

## Története
A 13. században alakult, neve legelőször egy 1519-es okmányban maradt fenn, mikor a Grid-beli Lászlót (Ladislau de Grid) fogarasi esküdtként említik. 1733-ban az Inocențiu Micu-Klein görögkatolikus püspök által kérvényezett népszavazás alkalmából a faluban 43 családot (körülbelül 215 ember) számoltak, és volt görögkatolikus és ortodox papjuk. Ekkor megemlítenek egy ortodox templomot, paplak azonban nem volt. Régi görögkatolikus templomukat 1641-ben építették, később egy nagy ortodox templomot is emeltek, amely azonban annyira megrongálódott az 1940-es földrengésben, hogy le kellett bontani. A második világháború alatt a bejövő oroszok kifosztották a falut.
A falubeliek főként földművelésből éltek és szerény körülmények között, rozsszalmával fedett faházakban laktak; a háború előtt sokan utaztak Amerikába a meggazdagodás reményében. A 20. század második felében termelőszövetkezet alakult, a lakosok közül sokan pedig a fogarasi vegyipari kombinátba jártak dolgozni, amely azonban a 21. század elején bezárt.

## Népessége
1733-ban 43 családot számláltak. 1850-ben 1080 fő lakta, 1073 román és 7 cigány. A lakosság száma 1900-ig növekedett (ekkor 1171-en lakták), majd enyhén, a 20. század második felében pedig rohamosan csökkent. A 2011-es népszámlálás szerint 297 lakosa van; közülük 290 vallotta magát románnak, 2 magyarnak, 5 nem nyilatkozott.